# System Architecture Evolution
System Architecture Evolution (acrônimo SAE) é nomenclatura da rede núcleo do Padrão LTE, as chamadas redes 4G (quarta geração) para redes de comunicações móveis, especificado pelo 3GPP.
SAE é a evolução das redes GPRS, com certas diferenças evolutivas:
- arquitetura simplificada
- conceito de redes All-IP (AIPN)
- suporte a redes de acesso (RAN) de altas taxas de velocidade e baixa latência
- suporte a mobilidade entre redes de acesso heterogêneas, como E-UTRAN e LTE Advanced, redes de acesso legadas, como GERAN e UTRAN, bem como redes não-3GPP, como por exemplo WiMAX e cdma2000.

## Arquitetura SAE
O SAE possui uma arquitetura simplificada baseada no conceito All-IP e dividida entre plano de controle e plano de usuário.
O principal subsistema do SAE é o Evolved Packet Core (EPC), também conhecido como SAE Core. O EPC é o subsistema equivalente ao GPRS (serviço provido por meio dos elementos Mobility Management Entity, Serving Gateway and PDN Gateway).

evolved packet core structure

O EPC é composto por:3GPP TS 23.002: Network architecture</ref>:
- MME (Mobility Management Entity): O MME é o elemento de controle da rede de acesso. É responsável pela gerência de mobilidade do UE (User Equipment), procedimentos de location e paging e retransmissões. É ainda o elemento de gerência do processo de ativação e desativação do Bearer (PDP Context no GPRS) e por selecionar o SGW para attach inicial, gerência dos processos de handover intra-LTE (inter Core). O MME também tem a tarefa de autenticar o usuário na rede (através de interação com o HSS). Através de comunicação via protocolo NAS (camada do UMTS) o MME torna-se responsável pela geração e alocação da identificação temporária (TMSI) do terminal usuário. Verifica parâmetros de autorização do UE para attach em determinada Public Land Mobile Network (PLMN) e implementa restrições de Roaming. O MME é o termination point da rede para questões de cifragem e proteção da integridade na camada NAS. A Interceptação Legal é também gerenciado pelo MME. O MME ainda provê a função de control plane para mobilidade entre a rede LTE e as redes legadas, através da interface S3, entre este e o SGSN/3G-SGSN. Outra interface especificada no MME é a S6a entre este e o HSS.
- SGW (Serving Gateway): O SGW realiza o roteamento de pacotes no plano de usuário, enquanto age como gestor da mobilidade durante o processo de handover inter-eNodeB ou no handover entre o acesso LTE e outras redes 3GPP (sobre interface S4), direcionando o tráfego dessas redes legadas ao PGW. O SGW gerencia a conexão de dados de downlink e despoleta o processo de paging para os UEs em estado Idle quando a conexão for estabelecida no sentido rede->terminal móvel. Gerencia e armazena os contextos bearer do UE (parâmetros do bearer, informações de roteamento interno, etc). A Interceptação Legal é implementada no SGW, através de espelhamento de tráfego de usuário.
- PGW (PDN Gateway): O PDN Gateway provê conectividade entre o UE e qualquer rede de dados externa, sendo o nó de saída e entrada do tráfego de dados de usuário. Um UE pode simultaneamente estabelecer conexão com mais de um PGW em caso de acesso a múltiplas redes/serviços de dados. O PGW ainda permite implementação de políticas de controle, filtragem de pacotes por usuário, tarifação, espelhamento de tráfego e interceptação legal. Outra ponto importante é que o PGW atua como elemento mediador de mobilidade entre as redes 2G/3G/4G e as redes não-3GPP (WiMAX and 3GPP2 (CDMA 1X and EvDO)).
- HSS (Home Subscriber Server): O HSS é a base de dados central, que contem informações relativas ao usuário e subscrições (attach). O HSS suporta funcionalidades como gerenciamento de mobilidade, de chamada e sessão, autenticação e autorização de usuários. O HSS é baseado no conjunto de elementos Home Location Register (HLR) e Authentication Center (AuC), especificados em release-4 (idealizados para o GSM).
- Outros elementos não chave também são especificados para o EPC, como o ANDSF e ePDG para comunicação segura entre o UE e redes não-3GPP. O PCRF que gerencia políticas de serviço (planos de dados) é um elemento especificado para outras tecnologias (fixas inclusive).

## Leitura
- 3GPP page on SAE[ligação inativa]
- 3GPP TS 23.401: General Packet Radio Service (GPRS) enhancements for Evolved Universal Terrestrial Radio Access Network (E-UTRAN) access
- 3GPP TS 23.402: 3GPP System Architecture Evolution
- 3GPP LTE-SAE Overview, by Ulrich Barth (SAE in 2006)